# سیتونیا
سیتونیا (به لاتین: Sithonia) یک شبه‌جزیره در یونان است.